# Parc des Eaux-Vives

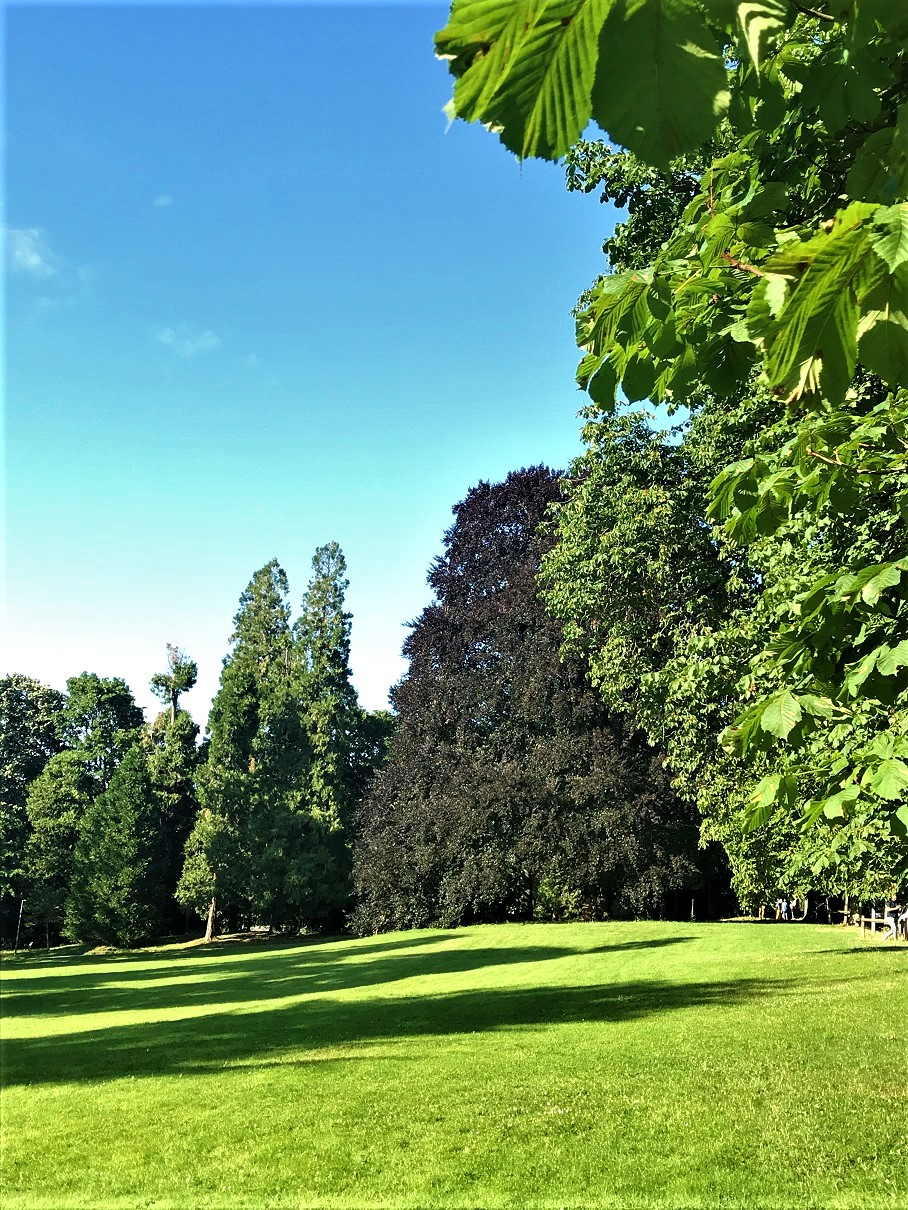
Im Parc des Eaux-Vives

Der Parc des Eaux-Vives ist ein öffentlicher Park der Stadt Genf in der Schweiz.
Der Park liegt im Quartier Eaux-Vives und bildet zusammen mit dem westlich daran anschliessenden, viel grösseren Parc La Grange die grösste öffentliche Grünfläche in der Stadt Genf.

## Geschichte
Das ausserhalb der Stadtmauern von Genf im Gebiet der ehemaligen Gemeinde Eaux-Vives liegende Grundstück befand sich im 16. Jahrhundert im Besitz der Genfer Familie Plonjon. 1714 ging es in den Besitz von Joseph Bauer über, der das Herrschaftshaus in der Domäne bauen liess. 1866 erwarb der Eisenbahningenieur Louis Favre das Gebiet. Seit 1900 befand sich im Hauptgebäude ein Luxusrestaurant. 1921 kaufte die Gemeinde Eaux-Vives das Grundstück und gestaltete es als öffentliche Grünfläche um.
1898 wurde im oberen Teil des Parks ein Tennisplatz eingerichtet.